# Portugalsko na Letních olympijských hrách 2020
Portugalsko se účastnilo Letní olympiády 2020. Zastupovalo ho 92 sportovců v 17 sportech. Se čtyřmi medailemi to byly pro Portugalsko nejúspěšnější olympijské hry v jejich historii.

## Medailisté
| Medaile | Jméno              | Sport      | Soutěž                         |
| ------- | ------------------ | ---------- | ------------------------------ |
| Zlato   | Pedro Pichardo     | Atletika   | trojskok - muži                |
| Stříbro | Patrícia Mamonaová | Atletika   | trojskok - ženy                |
| Bronz   | Jorge Fonseca      | Judo       | polotěžká váha (100 kg) - muži |
| Bronz   | Fernando Pimenta   | Kanoistika | K1 1000 metrů - muži           |